# 森下淳平
森下 淳平（もりした じゅんぺい、1980年2月1日 - ）は、大井競馬場所属の調教師。

## 来歴
1980年生まれ。中学生だった1994年、ナリタブライアンのレースを見て競馬に魅了され、馬に携わる仕事に就くことを志す。その後高校1年生の時に『優駿』でオーストラリアに日本人向けの競馬学校が設立されると知り、高校を中退しオーストラリアへと渡る。一度大怪我を負い帰国、リハビリを経て再度渡豪し20歳でカリキュラムを終えると、茨城県内の牧場に籍を置きつつアメリカの牧場やフランスのトニー・クラウト厩舎で研修を受けた。
日本に帰国後は川崎競馬場の佐々木仁厩舎、のち大井競馬場の高橋三郎厩舎で厩務員などを務め、30歳となる2010年に調教師免許を取得した。
2011年12月31日、東京2歳優駿牝馬に管理馬エンジェルツイートが出走し勝利、厩舎の重賞初出走ながら重賞初制覇を果たした。

## 人物
- 2014年に結婚している[4]。
- 厩舎カラーは紺[5]。かつて訪れたヨーロッパでよく目にし、品がありスタイリッシュなイメージがあったからだという[5]。

## 主な管理馬

### ダートグレード競走優勝馬
太字がダートグレード競走。
- ハッピースプリント（2014年羽田盃、京浜盃、東京ダービー、2015年浦和記念）

### 重賞競走優勝馬
- エンジェルツイート（2011年東京2歳優駿牝馬）
- プレティオラス（2012年東京ダービー、2013年東京記念、2015年大井記念、東京記念）
- プーラヴィーダ（2012年勝島王冠）
- ハブアストロール（2014年勝島王冠）
- ミサイルマン（2016年ハイセイコー記念）
- ロゾヴァドリナ（2015年～2017年OROカップ）
- ディアドムス（2017年勝島王冠、2018年報知オールスターカップ）
- ママママカロニ（2021年ゴールドジュニア）
- ミヤギザオウ（2022年羽田盃）
- サベージ（2023年京浜盃）
- ダテノショウグン（2023年ハイセイコー記念、2024年黒潮盃）

### その他の管理馬
- ヒラボクキング
- アールスター
- ワイドファラオ